# Marc Tarabella

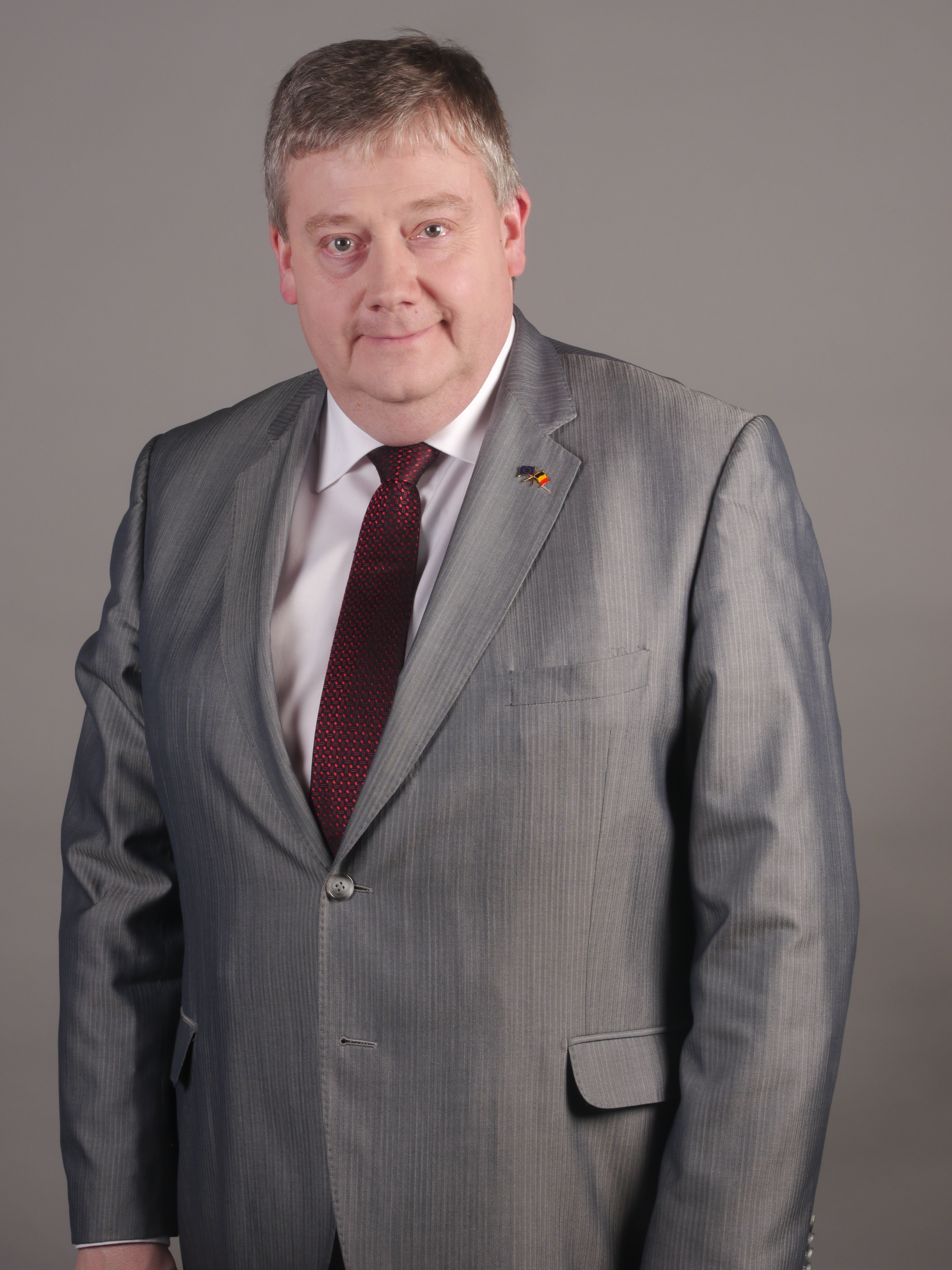
Marc Tarabella (2014)

Marc Tarabella (* 11. März 1963 in Ougrée) ist ein belgischer Politiker (ehemals Parti Socialiste).

## Leben
Tarabella, Sohn von Einwanderern aus der Toscana, absolvierte ein Soziologiestudium an der Universität Lüttich, das er 1986 abschloss. Von 1988 bis 1990 war er als Referent des Kabinetts des Ministerpräsidenten der Region Wallonien (Guy Coëme bzw. Bernard Anselme) tätig. Von 1990 bis 2004 arbeitete er als Kundenberater bei der Allgemeinen Spar- und Rentenkasse (ASLK/CGER), einer belgischen Bank.
Ab 1988 gehörte Tarabella dem Gemeinderat von Anthisnes in der Provinz Lüttich an. Seit 1994 ist er Bürgermeister von Anthisnes.
2004 wurde er erstmals ins Europäische Parlament gewählt. 2007 legte er dieses Mandat nieder, um wallonischer Minister für Bildung und Jugend zu werden. 2009 rückte er wieder ins Europaparlament nach. Auch 2014 und 2019 wurde er erneut Mitglied des Europäischen Parlaments.
Tarabella war unter anderem Mitglied im Ausschuss für Landwirtschaft und ländliche Entwicklung, im Ausschuss für die Rechte der Frau und die Gleichstellung der Geschlechter sowie in der Delegation für die Beziehungen zu den Ländern Südostasiens und der Vereinigung südostasiatischer Staaten (ASEAN) und in der Delegation in der Parlamentarischen Versammlung der Union für den Mittelmeerraum. Als Stellvertreter war Tarabella im Ausschuss für Binnenmarkt und Verbraucherschutz, in der Delegation für die Beziehungen zu den Vereinigten Staaten und in der Delegation in der Parlamentarischen Versammlung Europa–Lateinamerika.
Im März 2015 nahm das Europäische Parlament den nach ihm benannten und federführend vorangetriebenen „Tarabella-Bericht“ (Fortschritt bei der Gleichstellung von Frauen und Männern in der EU 2013) mit 63 % (441 Stimmen bei 205 Gegenstimmen und 52 Enthaltungen) an, der u. a. das Recht auf Abtreibung erstmals als Menschenrecht definierte.
Am 11. Dezember 2022 wurde die Wohnung von Tarabella im Rahmen des EU-Korruptionsskandals durchsucht. Dabei wurden ein Computer und sein Mobiltelefon beschlagnahmt. Zwei Tage später beschloss die sozialistische Fraktion im Europaparlament, seine Mitgliedschaft in der Fraktion vorläufig auszusetzen. Ebenso setzte der Vorstand der sozialistischen Partei seine Mitgliedschaft aus.
Am 16. Januar 2023 beantragte die belgische Justiz die Aufhebung seiner Immunität. Tarabella hatte bereits Anfang Januar 2023 erklärt, dass er einen solchen Antrag selbst unterstützen würde. Drei Tage später wurde er bis auf weiteres sowohl aus der sozialistischen Fraktion im Europaparlament wie auch aus der Sozialistischen Partei ausgeschlossen. Sein Anwalt wies in diesem Zusammenhang darauf hin, dass Tarabella in den Akten noch nicht einmal als Beschuldigter geführt werde. Nach Aufhebung der Immunität wurde Tarabella am 10. Februar 2023 verhaftet. Ihm wird vorgeworfen, sich von Drittstaaten (im Zusammenhang mit der mutmaßlichen Einflussnahme auf Entscheidungen durch Katar und Marokko) bezahlt haben zu lassen.

## Dokumentarfilm
- Helmar Büchel: Gekaufte Politik? Europa in der Korruptionskrise. In: ZDF/Arte 2023, 11. April 2024 (91 Min.).